# Jarosław Pawluk
Jarosław Jerzy Pawluk (ur. 8 lipca 1961) – polski przedsiębiorca, założyciel i udziałowiec w holdingu CTL Logistics, założyciel i prezes zarządu Grupy Track Tec.

## Życiorys
Jarosław Pawluk studiował na Wydziale Technologii i Inżynierii Chemicznej Politechniki Śląskiej i w Wyższej Szkole Inżynierskiej Dolnej Nadrenii-Westfalii. W 1984 roku wyemigrował do Republiki Federalnej Niemiec, gdzie rozpoczął pracę w przemyśle chemicznym. W koncernie Rütgers poznał Waldemara Preussnera, z którym stworzył zespół zajmujący się współpracą gospodarczą z państwami Europy Środkowej i Wschodniej.
Po odejściu z przedsiębiorstwa Rütgers wspólnie z Waldemarem Preussnerem stworzył spółkę, która uczestniczyła w handlu międzynarodowym z krajami postsocjalistycznymi, a także w prywatyzacji i restrukturyzacji przemysłu karbochemicznego w Polsce. Jarosław Pawluk zajął się w niej transportem, spedycją i logistyką. W 1992 roku utworzył przedsiębiorstwo Vector Union Chem, późniejsze Chem Trans Logistic, które stanowiło zalążek Grupy CTL Logistics.
W pierwszej połowie lat 90. XX wieku działalność Chem Trans Logistic była ściśle związana z przedsiębiorstwem Petro Carbo Chem. Drogi biznesowe Waldemara Preussnera i Jarosława Pawluka jednak rozeszły się. W drugiej połowie lat 90. XX wieku strategia CTL Logistics została skoncentrowana na towarowych przewozach kolejowych. Na przełomie XX i XXI wieku przedsiębiorstwo uczestniczyło w prywatyzacji zakładowych przedsiębiorstw kolejowych największych polskich kombinatów. Przejęła obsługę kilku dochodowych bocznic kolejowych w: Braniewie, Bydgoszczy, Gdyni, Kędzierzynie-Koźlu, Medyce, Policach, Puławach i Szczecinie.
Kluczowym momentem w działalności Jarosława Pawluka okazał się zakup sosnowieckiego przedsiębiorstwa KP Maczki-Bór. Spółka została nabyta w 2001 roku. Dysponowała ona stabilną i mocno ugruntowaną pozycją w obsłudze górnictwa i przemysłu na Górnym Śląsku i w Zagłębiu Dąbrowskim. Przede wszystkim jednak posiadała dużą ilość taboru, uzyskała licencję na przewozy kolejowe po liniach PKP PLK, a także miała zaplecze techniczne, własną infrastrukturę kolejową i doświadczoną kadrę pracowników.
W ciągu kilku lat holding CTL Logistics wyrósł na największego prywatnego, towarowego przewoźnika kolejowego w Polsce. Pozwoliło to Jarosławowi Pawlukowi na podjęcie konkurencji z ówczesnym monopolistą rynku – PKP Cargo.
W 2007 roku Jarosław Pawluk sprzedał 75% udziałów w CTL Logistics funduszowi private equity Bridgepoint Capital. W 2010 roku kupił suwalskie przedsiębiorstwo Kolbet. Na bazie jego majątku zbudował w bardzo krótkim czasie Grupę Track Tec. Holding ten zajmuje się produkcją elementów infrastruktury kolejowej.
Poza transportem swoją aktywność inwestycyjną Jarosław Pawluk przejawia ponadto w branży energetycznej. Poprzez kontrolowane przez siebie spółki Fusion Invest i JP Trading zaangażowany jest w budowę elektrowni wiatrowych.
W 2021 zajął 20. miejsce na liście najbogatszych Polaków magazynu „Forbes” z majątkiem wycenianym na 2,2 mld zł.

## Wyróżnienia i nagrody
- 2013 – nagrodzony wyróżnieniem „Człowiek Roku Transportu Szynowego”[7].